# Foss á Síðu
Der Foss á Síðu ist ein 82 Meter hoher Wasserfall in Südisland.
Der Wasserfall liegt gut sichtbar nördlich der Ringstraße zwischen Kirkjubæjarklaustur und Skaftafell. Der Bach Fossá ist der Abfluss aus dem See Þórutjörn und führt nicht immer viel Wasser. Bei stärkeren Winden wird das ganze Wasser verweht. Die Isländer nennen die Erscheinung fliegende Wasserfälle. Die Häuser und Bauernhöfe unterhalb des Wasserfalls nennen sich Foss. Südlich der Ringstraße versickert der Bach.